# Karel Burian
Karel Burian, másként: Carl Burrian, magyarosan: Burián Károly (Prága, 1870. január 12. – Prága, 1924. szeptember 25.) cseh operaénekes (hőstenor), kora egyik legkiválóbb Wagner-énekese.

## Életútja
Tanulmányait szülővárosában végezte, környékén birtokot is szerzett magának és szabad óráiban kisgazda volt. Első fellépése 1891-ben volt Revalban, ahonnan Kölnbe, Hannoverbe, majd Hamburgba került, végül a drezdai udvari operaháznál állapodott meg, ahol gyorsan jutott a legelsők közé és csakhamar résztvevője lett a Bayreuthi Ünnepi Játékoknak is.
Budapesten 1900. június 3-án mint Tannhäuser mutatkozott be és ezen fellépése után még hatszor vendégszerepelt rendkívüli sikerrel az Operaházban, majd 1901 őszén, felbontva drezdai szerződését, az egész évadra Magyarországra szerződött. Vele egyszerre kiépült a magyar Wagner-repertoár, amelybe 1901. november 28-án beilleszkedett már a Trisztán és Izolda is. Ezt a szerepét nálunk ő énekelte el először. Ugyancsak ő kreálta nálunk Lenszkij szerepét az Anyegin bemutatóján, 1902. január 30-án. Tannhauser, Lohengrin, Stolzingi Walter, a két Siegfried, Loge, Siegmund szerepein kívül híres alakítása a Bajazzókban Canio, valamint A bibliás ember címszerepe, amelyet magyar szöveggel tanult be.
1903-ban visszatért a drezdai operaházhoz, de szerződéses tagsága megszűntével is hű maradt Budapesthez, ellátogatott hozzánk hosszabb-rövidebb vendégszereplésekre, sőt más tekintetben is idekapcsolódott: hogy a magyar állampolgárságot elnyerhesse, örökbe fogadtatta magát néhai Dalnoki Bénivel, az Operaház egykori kiváló buffójával. 1911–13-ban a bécsi Staatsoper tagja volt és ezidőben még sűrűbben vendégszerepelt Budapesten, majd 1913-ban állandó vendégszereplésre szerződött hozzánk és ezután más színpadon nem is lépett fel. 
Művészetét nemcsak Európában ismerték és becsülték, ünnepelte már több ízben Amerika is, ahol ismételten énekelt a Metropolitan Operában. Az ideális hőstenor legragyogóbb típusa, művészete nagykultúrájú, tökéletes és különösen nagyszerűen érvényesült a wagneri deklamációban, de nem kevésbé találta meg helyét ott is, ahol az éneklésen, a kantilénán van a fősúly. Burian, aki háromszoros kamaraénekes volt, nemcsak számtalan kitüntetésben részesült, hanem a közönségnek is mindenütt egyik legnépszerűbb művésze volt. Budapesten három nyelven is énekelt: németül, olaszul és magyarul.
Burian nagyon hálásan beszélt első és egyetlen énektanárjáról, Moritz Wallersteinról (1847–1906), a prágai zsidótemplom kántoráról. Harminc éves jubileumát 1921. december 30-án ülte meg a Magyar Királyi Operaházban Trisztán szerepében. Utoljára 1923-ban lépett fel.

## Főbb szerepei
- Richard Wagner: Tannhäuser – Tannhäuser
- Richard Wagner: Lohengrin – Lohengrin
- Richard Wagner: Trisztán és Izolda – Trisztán
- Richard Wagner: Siegfried – Siegfried
- Richard Wagner: A Rajna kincse – Loge
- Richard Wagner: A walkür – Siegmund
- Richard Wagner: A nürnbergi mesterdalnokok – Walter von Stoltzing
- Georges Bizet: Carmen – Don José
- Pjotr Iljics Csajkovszkij: Anyegin – Vlagyimir Lenszkij
- Ruggero Leoncavallo: Bajazzók – Canio